# Sophia Vitas
Sophia Vitas (* 22. Dezember 1992) ist eine Ruderin aus den Vereinigten Staaten. Sie wurde 2023 Weltmeisterschaftsdritte im Doppelzweier.

## Sportliche Karriere
Sophia Vitas studierte und ruderte an der University of Wisconsin.
Erst nach ihrer Graduierung debütierte sie 2017 im Ruder-Weltcup. Bei den Weltmeisterschaften 2017 wurde sie Vierte mit dem Achter mit zwei Sekunden Rückstand auf die Medaillenplätze. Zwei Jahre später bei den Weltmeisterschaften 2019 in Linz/Ottensheim ruderte sie im Doppelvierer. Als Siegerinnen des B-Finales wurde die Crew insgesamt Siebte.
2022 bildete Vitas einen Doppelzweier mit Kristina Wagner. Bei den Weltmeisterschaften 2022 in Račice u Štětí wurden die beiden Fünfte mit sieben Sekunden Rückstand auf die Bronzemedaille. Ein Jahr später bei den Weltmeisterschaften 2023 in Belgrad überquerten Vitas und Wagner als Dritte die Ziellinie hinter den Booten aus Rumänien und aus Litauen, wobei sie nur 0,11 Sekunden Rückstand auf die Zweitplatzierten hatten. 2024 bei den Olympischen Spielen in Paris wurden Wagner und Vitas Neunte.